# Berotha insolita
Berotha insolita là một loài côn trùng trong họ Berothidae thuộc bộ Neuroptera. Loài này được Walker miêu tả năm 1860.